# 21364 Lingpan
21364 Lingpan este un asteroid din centura principală de asteroizi.

## Descriere
21364 Lingpan este un asteroid din centura principală de asteroizi. A fost descoperit pe 30 aprilie 1997 la Socorro, New Mexico, în cadrul proiectului LINEAR. Asteroidul prezintă o orbită caracterizată de o semiaxă mare de 2,70 ua, o excentricitate de 0,14 și o înclinație de 1,2° în raport cu ecliptica.